# Progres și sărăcie
Progres și sărăcie (în engleză Progress and Poverty) este o carte scrisă de economistul Henry George, publicată în 1879. Cartea analizează de ce sărăcia însoțește progresul economic și tehnologic și de ce economiile au o tendință către creșteri și scăderi ciclice. George folosește istoria și logica deductivă pentru a susține o soluție radicală care se concentrează pe captarea rentei economice din resursele naturale și titlurile de proprietate asupra terenurilor.
Cartea s-a vândut în câteva milioane de exemplare, devenind una dintre cele mai vândute cărți din ultima parte a secolului al XIX-lea. A inspirat ideologia cunoscută acum sub numele de georgism. Jacob Riis, de exemplu, marchează în mod explicit începutul trezirii erei progresive ca 1879 (anul publicării acestei cărți). Istoricul Eric F. Goldman, profesor la Universitatea Princeton, a scris următoarele lucruri despre influența cărții Progres și sărăcie:
„Cu câțiva ani înainte de 1952, lucram la o istorie a reformei americane și cercetările mele s-au îndreptat iar și iar către acest fapt: un număr enorm de bărbați și femei, oameni surprinzător de diferiți, bărbați și femei care urmau să conducă America secolului al XX-lea într-o duzină de domenii ale activității umane, au scris sau au spus cuiva că întreaga lor gândire a fost reorientată prin citirea cărții Progres și sărăcie în anii lor de formare. În acest sens, nicio altă carte nu s-a apropiat de o influență comparabilă.”—Eric F. Goldman, https://web.archive.org/web/20160513073711/http://www.earthrights.net/wg/q-about-george.html
Progres și sărăcie a avut, poate, un impact chiar mai mare în întreaga lume, în locuri precum Danemarca, Regatul Unit, Australia și Noua Zeelandă, unde influența lui George a fost enormă. Sursele și istoricii contemporani susțin că, în Regatul Unit, marea majoritate a activiștilor liberali socialiști și clasici și-ar putea urmări dezvoltarea ideologică până la Henry George. Popularitatea lui George a fost mai mult decât o fază trecătoare; chiar și până în 1906, un sondaj al parlamentarilor britanici a arătat că lucrarea autorului american era mai populară decât operele lui Walter Scott, John Stuart Mill și William Shakespeare. În 1933, John Dewey a estimat că Progres și sărăcie „a avut o distribuție mai largă decât aproape toate celelalte cărți despre economie politică la un loc”.